# Roine Stolt
Pour les articles homonymes, voir Roine et Stolt.
Roine Stolt, né en septembre 1956 à Uppsala, en Suède, est un guitariste, chanteur et compositeur suédois. Il est considéré comme une figure emblématique du rock suédois. Il fut membre du groupe Kaipa dans les années 1970 et du groupe The Flower Kings début des années 1990 et encore aujourd'hui. Son style de jeu à la guitare est une combinaison de ses influences majeures comme David Gilmour, Steve Howe ou encore Frank Zappa.

## Biographie

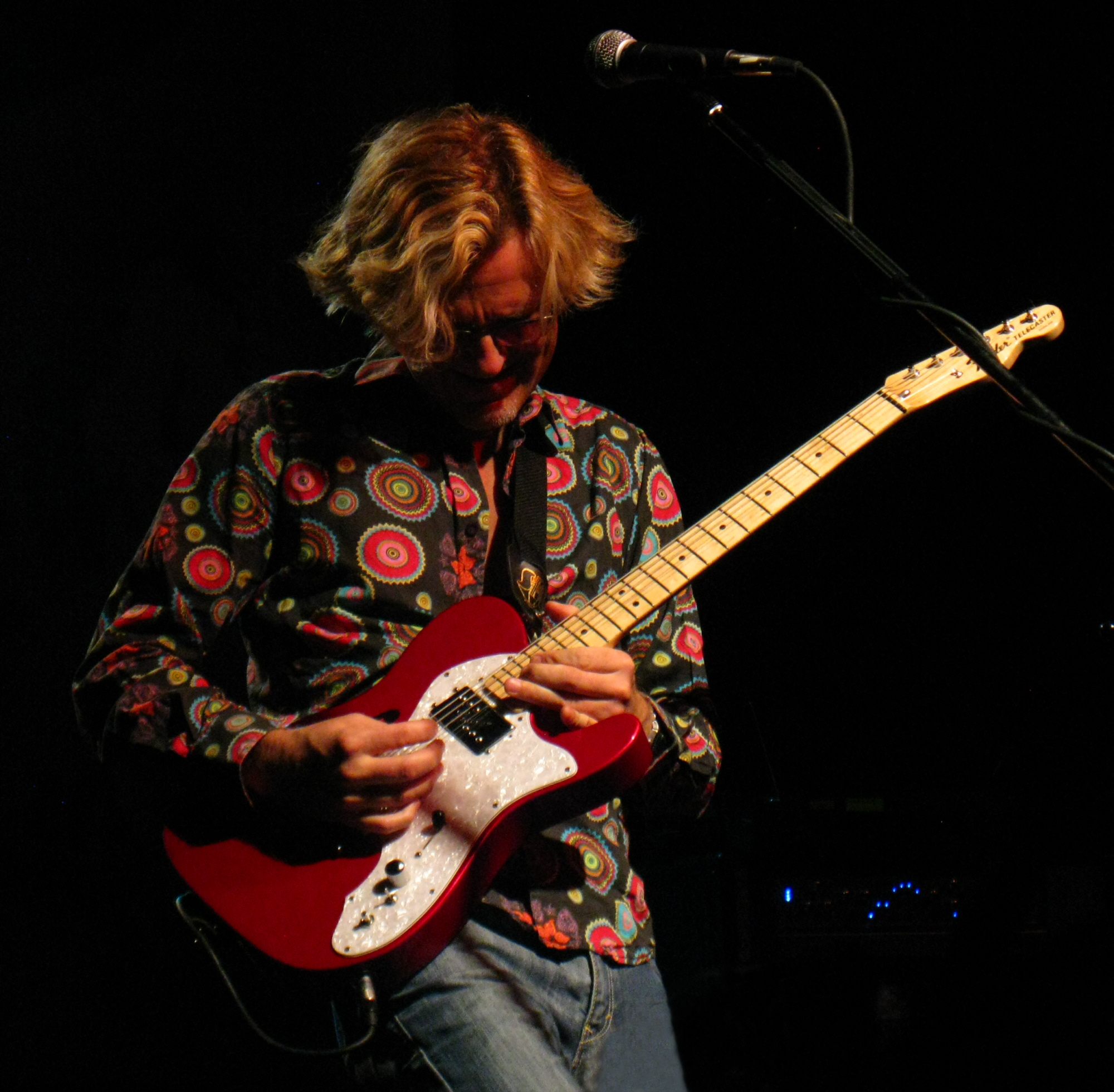
Roine Stolt en concert avec Transatlantic en 2010.

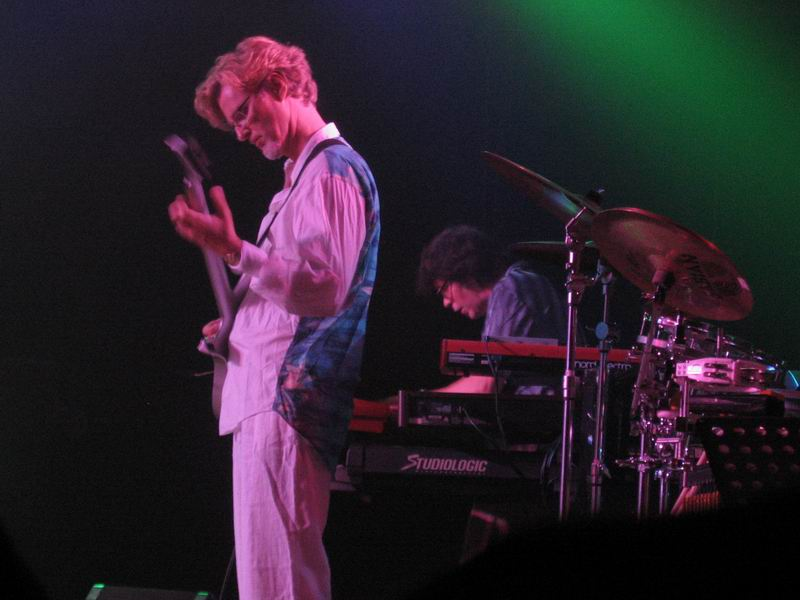
Roine Stolt en 2004

### Débuts
Roine, commença sa carrière musicale dans les années 1960, en jouant de la basse dans des groupes de rock de sa région. Il passa à la guitare en 1973, après un bref séjour en compagnie des frères Allman.

### Kaipa
En 1974, il devient le guitariste du groupe Kaipa, un groupe déjà professionnel à l'époque. Il est alors âgé de 17 ans. Le groupe entreprend la réalisation de 3 albums et une tournée de plus de 100 dates par an (incluant des performances radio et TV) en Scandinavie. En 1979, Roine quitte Kaipa.

### Fantasia
Après avoir quitté ce groupe, il fonde sa propre formation : Fantasia. Le groupe réalise deux albums puis se sépare en 1983. Après la séparation, Roine commence à travailler en solo, comme musicien de studio ou encore comme producteur.

### Projets solo
Vers la fin des années 1980, il fonde son propre label : Foxtrot Music. Il participe à divers projets lives et studios avec d'autres artistes de style proche ou totalement différent. C'est à cette époque que naît son premier album solo The Lonely Heartbeat.

### The Flower Kings
Début des années 1990, l'engouement renaissant pour le rock progressif avec des groupes comme Landeberk ou Anglagard, pousse Roine à enregistrer de nouveau. Il recrute alors Jaime Salazar à la batterie, et le percussionniste Hasse Bruniusson. Cette alliance va donner l'album The Flower King qui sort en août 1994. Content du résultat, il engage alors son frère Michael Stolt à la basse et un ami de longue date, Tomas Bodin, au clavier pour former le groupe The Flower Kings.

### Parallèlement à The Flower Kings
En 1998, Roine Stolt finit son second album solo, Hydrophonia, qui révèle des influences tels que Frank Zappa ou encore Steve Howe.
Début du XXIe siècle, il décide de relancer Kaipa qui sort 3 albums dans la foulée (en 2002, en 2003 et en 2005).

### Transatlantic
En 1999, Roine Stolt annonce sa collaboration au super-groupe Transatlantic. Vient alors, en 2000, l'album SMPT:e – The Roine Stolt Mixes (en) qui donnera lieu à une tournée en 2001, immortalisé par un DVD et un album live tous deux appelés Live In America. Fin 2001 sort leur deuxième album studio Bridge Across Forever qui donnera lui aussi lieu à une tournée puis à un DVD et un album live appelés cette fois Live In Europe. En 2009, le groupe annonce, après une pause de 7 ans, leur retour en studio. Sort alors le 23 octobre 2009 dans les pays européens germanophones, le 26 octobre 2009 dans le reste de l'Europe et le 27 octobre 2009 en Amérique du Nord The Whirlwind, le troisième album studio de Transatlantic. Le quatrième album, Kaleidoscope, sortira le 27 janvier 2014.

### Guest sur Steve Hackett,Genesis Revisited: Live at the Royal Albert Hall
Roine Stolt figure en tant qu'invité sur le disque live de Steve Hackett, Genesis Revisited: Live at the Royal Albert Hall enregistré le 24 octobre 2013  sur le morceau "The Return of the Giant Hogweed" (CD 1, n°6) . 

### Invention of Knowledge
Parallèlement à son travail avec Flower Kings, Roine enregistre avec l'ex chanteur de Yes Jon Anderson et le 24 juin 2016 sort l'album Invention of Knowledge avec, entre autres, Tom Brislin aux claviers, qui avait accompagné Yes lors de la tournée "Magnification" en 2001.

### Vie privée
Roine et sa compagne Lilian Forsberg, ont deux fils nommés Johan Sebastian et Peter Gabriel en référence à deux de ses musiciens favoris.

## Équipement

### Studio
Roine utilise souvent une Guitare Parker Fly Piezo pour son système piezo et surtout ses qualités acoustiques.

### Live
Roine utilise souvent une Parker Fly Piezo pour les mêmes raisons qu'en studio.
Il utilise également une Ibanez Pro Line Soloist (sûrement le modèle PL1770 de 1986) Customisée achetée en 1987 pour sa stabilité et sa polyvalence.

### Amplis
Roine a joué, notamment avec Transatlantic lors de la tournée Live In Europe, sur une tête Laney VH100R.
On a également pu le voir jouer sur des têtes Mesa Boogie de la série Rectifier.
Il a également utilisé un Fender Bassman lors de concerts de The Flower Kings.
Lors de la tournée "Whirld Tour" de Transatlantic, en 2010, il a joué sur deux combos Laboga AD 5202TA.

### Effets
Il utilise habituellement une pédale Morley Vai-II Bad Horsie Wah.
Lors de la tournée "Whirld Tour" de Transatlantic, en 2010, son rig se compose comme suit :
- Un T.C. Electronic G-System
- Une pédale Tec 21 Sansamp British Character series
- Moog MoogerFooger
- Ernie Ball Volume Pedal Jr
- Une Roland EV-5